# Peter Murphy (calciatore 1922)
Peter Murphy (West Hartlepool, 7 marzo 1922 – West Hartlepool, 7 aprile 1975) è stato un calciatore inglese, di ruolo attaccante.

## Palmarès

### Club
- Campionato inglese: 1

Tottenham: 1950-1951
- Charity Shield: 1

Tottenham : 1951
- Campionato inglese di seconda divisione: 1

Birmingham City: 1954-1955

### Individuale
- Capocannoniere della Coppa delle Fiere: 1

1955-1958 (4 gol, ex aequo con Evaristo, Cliff Holton, Justo Tejada e Norbert Eschmann)